# Festa de Noantri
Pour les articles homonymes, voir Festa (homonymie).
La festa de Noantri (« noantri  » est un mot dialectal signifiant noialtri en français « nous autres ») est une fête religieuse  en l'honneur de Notre-Dame du Mont-Carmel, célébrée durant la seconde moitié du mois de juillet dans le quartier du Trastevere, à Rome, en Italie.

## Origine et célébration
Les origines de la fête remontent à 1535 : Une légende rapporte qu'après une tempête, une statue de la Vierge Marie, sculptée dans du bois de cèdre, fut trouvée à l'embouchure du Tibre par des pêcheurs corses. La Vierge, appelée pour cette raison Madonna Fiumarola, fut donnée aux Carmélites à qui l'on doit le titre de Madonna del Carmine de la Basilique San Crisogono à Trastevere (Piazza Sonnino) ; elle devint ainsi la patronne des habitants locaux.
À cette époque, le Trastevere est rempli d'étals, d'événements musicaux et théâtraux, et les tavernes en plein air se remplissent de gens et de touristes. 
La fête populaire n'est pas aussi ancienne que la fête liturgique ; en fait, elle remonte aux années 1920, promue par le fascisme avec l'intention de faire revivre les fêtes populaires et les traditions en Italie.
La statue se trouve désormais dans l'église Sant'Agata in Trastevere, sur la place située à mi-chemin de la Via della Lungaretta (Piazza San Giovanni de Matha), d'où, chaque année, le samedi suivant le 16 juillet (fête liturgique de la Vierge du Mont Carmel), une statue en bois polychrome du XIXe siècle, représentant la Vierge du Mont Carmel, est transportée en procession dans les rues du quartier jusqu'à la basilique de San Crisogono, où, après une courte halte, elle retourne à l'église Sant'Agata. Elle y reste solennellement exposée pendant une semaine, jusqu'à ce que, le dimanche suivant, ait lieu la traditionnelle procession sur le Tibre. La statue, couchée sur une barque, traverse le fleuve jusqu'au pont Garibaldi, en souvenir de sa découverte à l'embouchure du Tibre. De là, elle remonte jusqu'à la basilique Sainte-Marie-du-Trastevere, où elle reste jusqu'au lendemain matin, date de la fin des festivités. Au fil du temps, la fête s'est transformée pour répondre aux demandes des touristes, perdant son caractère populaire, mais conservant son aspect  religieux.